# Isomacrolobium
Isomacrolobium là một chi thực vật có hoa trong họ Đậu.